# Élections législatives estoniennes de 1992
Les élections législatives estoniennes de 1992 sont les élections des 101 députés de la septième législature du Riigikogu, qui ont lieu en Estonie le 20 septembre 1992. Il s'agit des premières élections après que le pays ait proclamé son indépendance de l'URSS.

## Contexte
Le 20 août 1991, l'Estonie proclame son indépendance de l'Union soviétique. Un gouvernement de transition est mis en place, dirigé par Edgar Savisaar. Cependant, celui-ci démissionne quelques mois plus tard, avant d'être remplacé par Tiit Vähi. Son gouvernement tiendra jusqu'aux élections législatives.

## Système électoral
Le Riigikogu est composé de 101 sièges pourvus pour quatre ans au scrutin proportionnel plurinominal avec listes ouvertes et vote préférentiel. Sur ce total, 75 sièges sont à pourvoir dans 12 circonscriptions de 5 à 15 sièges en fonction de leurs populations, et les 26 sièges restants, dits de « compensation » sont répartis au niveau national selon la méthode d’Hondt à tous les partis ayant dépassé le seuil électoral de 5 % des voix, afin de rapprocher le plus possible les résultats en sièges à ceux du vote de la population,.
Le droit de vote s'obtient à 18 ans. Les électeurs ont la possibilité d'effectuer un vote préférentiel pour l'un des candidats de la liste pour laquelle ils votent, afin de faire monter sa place dans la liste. Si un candidat recueille ainsi davantage de votes préférentiels que le montant du quotient simple dans sa circonscription, il est déclaré élu même si la liste dont il est candidat échoue à franchir le seuil national de 5 %,.

## Résultats
|                        |                                   |         |       |        |  |  |  |  |  |  |  |  |  |  |
| Parti                  | Parti                             | Voix    | %     | Sièges |  |  |  |  |  |  |  |  |  |  |
|                        | Bloc patriotique                  | 100 828 | 22,00 | 29     |  |  |  |  |  |  |  |  |  |  |
|                        | Maison sûre (Koon-ER)             | 62 329  | 13,60 | 17     |  |  |  |  |  |  |  |  |  |  |
|                        | Front populaire                   | 56 124  | 12,25 | 15     |  |  |  |  |  |  |  |  |  |  |
|                        | Les Modérés (ESDP-EMK)            | 44 577  | 9,73  | 12     |  |  |  |  |  |  |  |  |  |  |
|                        | Parti de l'indépendance nationale | 40 260  | 8,79  | 10     |  |  |  |  |  |  |  |  |  |  |
|                        | Parti royaliste indépendant       | 32 638  | 7,12  | 8      |  |  |  |  |  |  |  |  |  |  |
|                        | Citoyens estoniens                | 31 553  | 6,89  | 8      |  |  |  |  |  |  |  |  |  |  |
|                        | Union des retraités estoniens     | 17 011  | 3,71  | 0      |  |  |  |  |  |  |  |  |  |  |
|                        | Assemblée des fermiers            | 13 356  | 2,91  | 0      |  |  |  |  |  |  |  |  |  |  |
|                        | Les Verts                         | 12 009  | 2,62  | 1      |  |  |  |  |  |  |  |  |  |  |
|                        | Parti des entrepreneurs           | 10 946  | 2,39  | 1      |  |  |  |  |  |  |  |  |  |  |
|                        | Option de Gauche                  | 7 374   | 1,61  | 0      |  |  |  |  |  |  |  |  |  |  |
|                        | Autres partis                     | 9 489   | 2,07  | 0      |  |  |  |  |  |  |  |  |  |  |
|                        | Indépendants                      | 19 753  | 4,31  | 0      |  |  |  |  |  |  |  |  |  |  |
|                        |                                   |         |       |        |  |  |  |  |  |  |  |  |  |  |
| Suffrages exprimés     | Suffrages exprimés                | 458 247 | 97,99 |        |  |  |  |  |  |  |  |  |  |  |
| Votes blancs et nuls   | Votes blancs et nuls              | 9 381   | 2,01  |        |  |  |  |  |  |  |  |  |  |  |
| Total                  | Total                             | 467 628 | 100   | 101    |  |  |  |  |  |  |  |  |  |  |
| Abstention             | Abstention                        | 221 613 | 32,15 |        |  |  |  |  |  |  |  |  |  |  |
| Inscrits/Participation | Inscrits/Participation            | 689 241 | 67,85 |        |  |  |  |  |  |  |  |  |  |  |

## Formation du gouvernement
Mart Laar, leader du Bloc patriotique, forme une coalition avec le Parti de l'indépendance nationale et l'alliance des Modérés.

## Sources
1. ↑  « Estonia: parliamentary elections Riigikogu, 1992 », Union interparlementaire
2. 1 2  « IPU PARLINE database: ESTONIE (Riigikogu), Texte intégral », sur archive.ipu.org (consulté le 10 mars 2019).
3. 1 2  (et) « Valimised », sur eesti.ee, 26 janvier 2016 (consulté le 6 octobre 2018)
4. ↑  Nohlen, D & Stöver, P (2010) Elections in Europe: A data handbook, p574  (ISBN 978-3-8329-5609-7)